# Wayne McBean
Wayne A. McBean (* 21. Februar 1969 in Calgary, Alberta) ist ein ehemaliger kanadischer Eishockeyspieler, der im Verlauf seiner aktiven Karriere zwischen 1985 und 1994 unter anderem 213 Spiele für die Los Angeles Kings, New York Islanders und Winnipeg Jets in der National Hockey League (NHL) auf der Position des Verteidigers bestritten hat. Seine größten Karriereerfolge feierte McBean jedoch außerhalb der NHL im Trikot der kanadischen U20-Nationalmannschaft mit dem Gewinn der Goldmedaille bei der Junioren-Weltmeisterschaft 1988 sowie zahlreichen Titelgewinnen als Juniorenspieler bei den Medicine Hat Tigers in der Western Hockey League (WHL).

## Karriere
McBean verbrachte seine Juniorenzeit zunächst von 1985 bis 1987 bei den Medicine Hat Tigers in der Western Hockey League (WHL). Nach leichten Anlaufschwierigkeiten in seiner ersten Saison in der Liga, entwickelte sich der Verteidiger in seinem zweiten Jahr schnell zu einem der besten Abwehrspieler der Liga. Zunächst gewann er mit den Tigers den President’s Cup, die Meisterschaftstrophäe der WHL, und wurde anschließend mit der Bill Hunter Memorial Trophy als bester Verteidiger der Liga ausgezeichnet. Den Preis teilte er sich mit Glen Wesley. Zum Saisonabschluss nahm McBean mit der Mannschaft am prestigeträchtigen Memorial Cup teil. Diesen konnte das Team ebenfalls gewinnen, wobei er selbst mit der Stafford Smythe Memorial Trophy als bester Spieler des Turniers prämiert wurde. Ebenso fand er sich am Ende des Spieljahres im First All-Star Team der WHL und dem All-Star Team des Memorial Cups wieder.
Aufgrund seiner herausragenden Leistungen im Verlauf der Saison 1986/87 wurde McBean im NHL Entry Draft 1987 bereits an der vierten Gesamtposition von den Los Angeles Kings aus der National Hockey League (NHL) ausgewählt. Die Kings holten den gerade einmal 18-Jährigen daraufhin umgehend in die NHL und setzten ihn mit Beginn der Spielzeit 1987/88 dort mit geringem Erfolg ein, da es ihm schwer fiel sich an das gesteigerte Niveau zu gewöhnen. Als Folge wurde McBean im Januar 1988 für den restlichen Saisonverlauf zurück zu seinem Juniorenteam nach Medicine Hat geschickt. Dort beendete er das Spieljahr mit dem erneuten Gewinn des Doubles bestehend aus President’s Cup und Memorial Cup.
In der Spielzeit 1988/89 gelang dem Defensivspieler schließlich der endgültige Sprung in den Seniorenbereich, wo er zunächst bis Februar 1989 für die LA Kings auflief. Dann wurde er jedoch mit Mark Fitzpatrick – sowie im Mai desselben Jahres zusätzlich noch Doug Crossman – zu den New York Islanders transferiert. Im Gegenzug sicherten sich die Kalifornier die Dienste von Kelly Hrudey. Bei den Islanders tat sich McBean weiterhin schwer und verbrachte bis 1994 keine komplette Saison im NHL-Kader. Stattdessen fand er sich immer wieder bei den Farmteams des Franchises, hauptsächlich in der American Hockey League (AHL). Dort gewann er in der Saison 1989/90 mit den Springfield Indians den Calder Cup. Im Februar 1994 endete McBeans Zeit bei den Isles nach fünf Jahren und er wurde im Tausch für den Russen Jan Kaminiski zu den Winnipeg Jets geschickt.
Bei den Jets beendete McBean die Saison 1993/94. Weitere Spiele sollten jedoch nicht folgen, da die NHL-Saison 1994/95 zunächst wegen eines Lockouts verspätet begann und er vor dem Beginn der Spielzeit im Januar 1995 über den NHL Waiver Draft zu den Pittsburgh Penguins gelangte. Eine bereits im Oktober 1994 durchgeführte Handgelenksoperation sorgte aber dafür, dass McBean seine Karriere als Aktiver im Alter von 26 Jahren beenden musste und so kein Spiel für die Penguins absolvierte.

### International
Für sein Heimatland nahm McBean an der Junioren-Weltmeisterschaft 1988 in der sowjetischen Landeshauptstadt Moskau statt. Dabei konnte er mit der kanadischen U20-Nationalmannschaft den Gewinn der Goldmedaille erreichen, nachdem die Mannschaft in sieben Spielen ungeschlagen geblieben war. McBean kam in allen sieben Partien zum Einsatz und steuerte ein Tor zum Gewinn des Weltmeistertitels bei.

## Erfolge und Auszeichnungen
| - 1987 President’s-Cup-Gewinn mit den Medicine Hat Tigers - 1987 Bill Hunter Memorial Trophy (WHL East; gemeinsam mit Glen Wesley) - 1987 WHL East First All-Star Team - 1987 Memorial-Cup-Gewinn mit den Medicine Hat Tigers - 1987 Stafford Smythe Memorial Trophy | - 1987 Memorial Cup All-Star Team - 1988 President’s-Cup-Gewinn mit den Medicine Hat Tigers - 1988 Memorial-Cup-Gewinn mit den Medicine Hat Tigers - 1990 Calder-Cup-Gewinn mit den Springfield Indians |

### International
- 1988 Goldmedaille bei der Junioren-Weltmeisterschaft

## Karrierestatistik

### International
Vertrat Kanada bei:
- Junioren-Weltmeisterschaft 1988

(Legende zur Spielerstatistik: Sp oder GP = absolvierte Spiele; T oder G = erzielte Tore; V oder A = erzielte Assists; Pkt oder Pts = erzielte Scorerpunkte; SM oder PIM = erhaltene Strafminuten; +/− = Plus/Minus-Bilanz; PP = erzielte Überzahltore; SH = erzielte Unterzahltore; GW = erzielte Siegtore; 1 Play-downs/Relegation; Kursiv: Statistik nicht vollständig)